# Sylvain Espinasse
Pour les articles homonymes, voir Espinasse.
Sylvain Espinasse est un homme politique français né le 4 septembre 1810 à Montredon-Labessonnié (Tarn) où il est décédé le 20 juin 1899.

## Biographie
Médecin, il est maire de sa ville natale en 1848. Il est également conseiller général du canton de Montredon-Labessonnié de 1848 à 1892. Il est sénateur du Tarn de 1876 à 1882, siégeant à droite et faisant partie jusqu'en 1879 de la majorité monarchiste.

## Sources
- « Sylvain Espinasse », dans Adolphe Robert et Gaston Cougny, Dictionnaire des parlementaires français, Edgar Bourloton, 1889-1891 [détail de l’édition]
- Sa fiche sur le site du Sénat